# Echoma anaglyptoides
Echoma anaglyptoides es una especie de insecto coleóptero de la familia Chrysomelidae.
Fue descrita científicamente en 1998 por Borowiec.